# Nissan Prince Royal
Nissan Prince Royal (Ніссан Принц Роял) — японський представницький лімузин, що випускався для імператорського двору Японії.

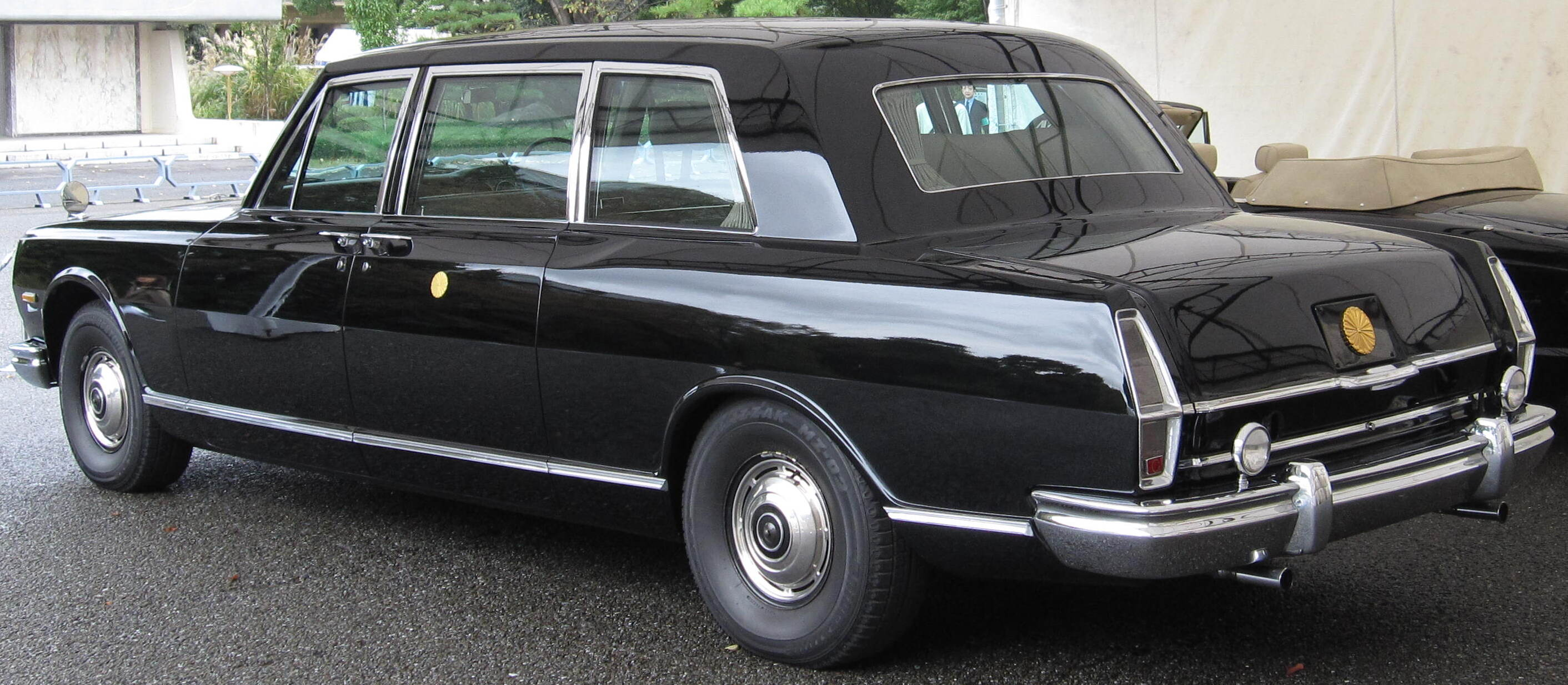
Nissan Prince Royal

В японській автомобільній промисловості на початку 1960-х років спостерігалося швидке зростання, і управління Імператорського двору шукало японського виробника автомобілів, щоб створити відповідний автомобіль для Імператора. У вересні 1965 року Prince Motor Company оголосила про готовність надати два автомобіля. Перший був побудований в 1966 році, другий - в 1967 році. У травні 1966 року компанії Prince і Nissan об'єдналася, і тому в назві автомобіля з'явилися обидва виробники. Prince мала стосунки з управлінням Імператорського двору і раніше, коли вони представили перший Prince Gloria для принца Акіхіто, подарований йому на річницю весілля, в 1959 році. Принц Роял став другим японським післявоєнним автомобілем з встановленим двигуном V8; першою була Toyota Crown Eight в 1964 році.

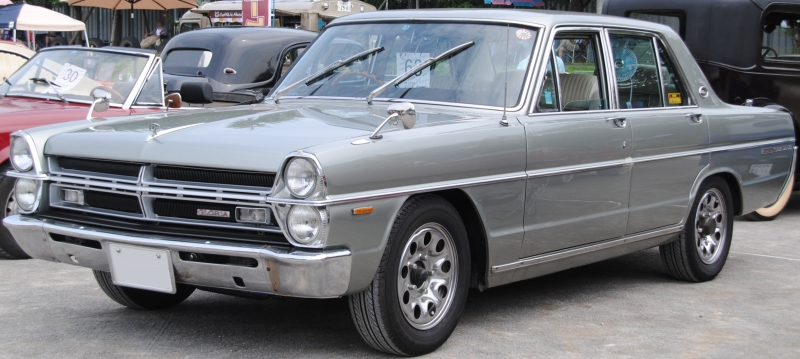
Nissan Gloria A30

Через значну масу, на лімузин встановлювався 6,5-літровий (6437 см3) двигун Prince W64 конфігурації V8 з верхнім розташуванням клапанів, потужність якого становила 260 к.с. (191,2 кВт). На автомобілі були використані шини Bridgestone 8.90-15. Підвіска спереду незалежна двохважільна пружинна, ззаду з листовими ресорами. Барабанні гальма отримали підсилювач. Триступенева автоматична коробка передач GM Super Turbine 400 (THM400) мала важіль перемикання передач, встановлений на рульовій колонці. Трансмісія американської збірки була використана для доцільності, так як японські виробники ще не розробили коробку передач, здатну впоратися з обертовим моментом встановленого двигуна V8.
Коли Імператор пересувався на лімузині, спереду і ззаду, на місці номерного знака, розміщувалася імператорська печатка Японії, а на зовнішній стороні обох задніх пасажирських дверей зображувалися 16 пелюсток хризантеми, забарвлених в золотий колір, посилаючись на Хризантемовий трон Японії.
Лімузин має задньопетельні двері, розташовані в центральній частині кузова, які відкриваються під більш широким кутом. Усередині салону є, в цілому, вісім пасажирських місць в три ряди сидінь. Два центральних сидіння складні. Задні сидіння мали еластичну вовняну оббивку, а водійське сидіння було шкіряним. Вікна мають фіранки і подвійне скло, спрямовані для забезпечення додаткової безпеки. Телефон в салоні використовується для зв'язку з водієм.
Ці автомобілі перестали використовуватися за призначенням з 7 липня 2006 року, коли їм на зміну прийшов Toyota Century Royal. До Принц Рояль для пересування Імператора використовувалися автомобілі Mercedes-Benz 770 (з 1930-х років) і Rolls-Royce Phantom V (1960-ті роки).